# 1 Giant Leap
1 Giant Leap ist ein Crossover-Projekt des Musikers Jamie Catto (Gründungsmitglied von Faithless) und des Produzenten Duncan Bridgeman aus dem Jahre 2001, um Musik und Bilder aus 20 Ländern vor dem Hintergrund einer zunehmend globalisierten Welt im Genre der Weltmusik zu vereinen.

## Bandgeschichte
Jamie Catto und Duncan Bridgemans Konzept war es, Musik und Bilder aus der ganzen Welt einzufangen, um zu zeigen, wie sehr die Welt zusammengewachsen ist. Dazu bereisten sie mehr als 20 Länder und suchten Musiker, die sich zur Verfügung stellten. Album und Film erschienen im April 2002. An dem Projekt wirkten unter anderem Dennis Hopper, Kurt Vonnegut, Michael Stipe (R.E.M.), Bono (U2), Susan Sarandon, k.d. lang, Tom Robbins, Dido, Brian Eno, Tim Robbins, Daniel Lanois, Yoko Ono, J. P. Donleavy, Naomi Klein, Oumou Sangaré, Billy Connolly, Baaba Maal, Rokia Traoré, DBC Pierre, Neneh Cherry, Robbie Williams, Lila Downs, Bob Geldof, Neale Donald Walsch, Stephen Fry, Gita Mehta, Linton Kwesi Johnson, Hariprasad Chaurasia, Speech (Arrested Development), Mahotella Queens und Michael Franti. Als erste Single wurde Not All Those Who Wander Are Lost (feat. Mahotella Queens und Ulali) ausgekoppelt. Die zweite Single My Culture (feat. Robbie Williams und Maxi Jazz) erreichte die Top Ten der britischen Musikcharts. Das dazugehörige Video erhielt 2003 eine Grammy-Nominierung in der Kategorie Bestes Musikvideo, unterlag jedoch Without Me von Eminem. Ebenfalls nominiert wurde der Film in der Kategorie Bestes Musik-Langvideo, dieser unterlag Westway to the World von The Clash.
Bereits kurz nach der Veröffentlichung entstand der Plan einer Fortsetzung. Für fünf Jahre lang bereiste das Duo alle fünf Kontinente und nahm Videos sowie Musik an über 50 verschiedenen Orten auf. Am 9. März 2009 erschien die zweite DVD und CD des Projektes: What About Me?. An diesem Film und Album wirkten unter anderem Tim Robbins, Daniel Lanois, k.d. lang, Susan Sarandon, Zap Mama, Bob Geldof, Noam Chomsky, Billy Connolly, Marianne Williamson, Deepak Chopra, Neale Donald Walsch, Courtney Love, Carrie Fisher, Bhagavan Das, Ram Dass, Oumou Sangaré, Rokia Traoré, Stephen Fry, Eckhart Tolle, Michael Franti, Michael Stipe, DBC Pierre, Will Young, Ram Dass, Daniel Lanois, Maxi Jazz, Oumou Sangaré, Mahotella Queens, Stewart Copeland, Lila Downs und Ramata Diakite mit.

## Musikstil
Die Musik lebt von der Vermischung verschiedener Musikstile aus allen Teilen der Welt, wie es für Weltmusik üblich ist. Dabei werden auch traditionelle Instrumente verwendet und mit Elementen moderner Popmusik vermischt.

## Diskografie

### Alben
- 2002: 1 Giant Leap (Palm Pictures)
- 2009: What About Me? (19 Entertainment)

### Singles
- 2002: Not All Those Who Wander Are Lost (feat. Mahotella Queens und Ulali)
- 2002: My Culture (feat. Robbie Williams und Maxi Jazz)
- 2002: Braided Hair (feat. Neneh Cherry und Speech)

### Videoalben
- 2002: Unity Through Diversity / All Who Wander Are Not Lost (Palm Pictures)
- 2008: What About Me? (Channel 4)